# Stanisław Łętowski (sołtys)
Stanisław Łętowski, ps. „Marszałek” (zm. 18 lipca 1651) – jeden z przywódców powstań chłopów podhalańskich. Popularny wśród chłopów, „skupiający wokół siebie tłumy”, przezywany był Marszałkiem; według wielu dawniejszych kronikarzy był też opisywany jako „herszt zbójnicki”; w okresie PRL-u natomiast został określony „ludowym bohaterem dwóch powstań podhalańskich”. Według niektórych historyków był sołtysem Czarnego Dunajca, co jednak podważył m.in. A. Jaszczołt.
Łętowski był przedstawicielem chłopów walczących z samowolą starosty nowotarskiego Mikołaja Komorowskiego. W 1631 więziony w związku z przywództwem buntu chłopskiego i dowodzeniem szturmem na Nowy Targ. W 1651 pułkownik oddziału chłopskiego w czasie powstania chłopskiego pod wodzą Kostki-Napierskiego. Po stłumieniu powstania torturowany i skazany na ćwiartowanie. W ostatniej chwili karę zamieniono mu na ścięcie, a potem dopiero ćwiartowanie. Przed egzekucją pozwolono mu napisać testament, w którym wspomina o przekazaniu polany zwanej Długie Pole (dzisiaj część Zakopanego).

## Źródła
1. 1 2  Adam Jaszczołt, Walka ludu podhalańskiego z uciskiem feudalnym 1625-1633, Wyd. Ministerstwa Obrony Narodowej, 1959 [dostęp 2021-09-13] (pol.). Brak numerów stron w książce